# Dalma
Pour l’article homonyme, voir Île de Dalma.
Dalma est un prénom hongrois féminin.

## Étymologie
Prénom d'origine hongroise. Il a été créé en tant que nom masculin, peut-être à partir du mot dialectal dalma « corpulent », par Mihály Vörösmarty dans son poème épique Zalán futása (1825, « La fuite de Zalán » devant Árpád), puis a été repris par le poète Sándor Petőfi (1823-1849) pour en faire un pseudonyme masculin. En tant que prénom féminin, il a été utilisé pour la première fois par le poète Péter Vajda (eo) en 1839, puis par l'écrivain Mór Jókai (1825-1904).

## Personnalités portant ce prénom
- Dalma Benedek, kayakiste serbe ;
- Dalma Iványi, joueuse hongroise de basket-ball.